# 雄神大橋
雄神大橋（おがみおおばし）は、富山県砺波市太田と庄川町三谷を結ぶ庄川に架かる主要地方道砺波細入線の橋である。

## 概要
- 左岸 - 富山県砺波市太田[1]
- 右岸 - 富山県砺波市庄川町三谷[1]
- 橋格 - 1等橋 (TL-20)
- 形式 - 鋼3径間連続5主鈑桁橋3連
- 橋長 - 393.000 m
  - 支間割 - 3×(43.300 m + 43.500 m + 43.300 m)
- 幅員
  - 総幅員 - 12.800 m
  - 有効幅員 - 12.000 m
  - 車道 - 7.000 m
  - 歩道 - 両側2.300 m
- 総鋼重 - 962.002 t
- 床版 - 鉄筋コンクリート
- 施工 - 川田工業・佐藤鉄工
- 架設工法 - トラッククレーン・ベント工法

## 沿革
明治時代には笹船によって往来されていた。
現在の橋は1980年（昭和55年）に総工費27億円にて計画着手（この時点での仮称は三谷橋）、1989年（平成元年）3月29日に竣工・開通したものである。当初、新橋の建設は困難視されていたが、近くに太田工業団地が造成されたことや、南砺スーパー農道と結ばれた他、富山市や八尾地域方面を結ぶ交通の要所であることから、開通後は急速に利用が増加した。